# 2023年オリッサ州列車衝突事故
2023年オリッサ州列車衝突事故（2023ねんオリッサしゅうれっしゃしょうとつじこ）は、インド東部のオリッサ州バーレーシュワル付近で2023年6月2日に発生した列車衝突事故。この事故で288人が死亡し、1,175人以上が負傷した。これは、21世紀に入ってから4番目に死者数の多い鉄道事故であり、インドでは1995年のフィロザバード鉄道事故以来最悪の事故となった。

## 事故の詳細
インド国内での報道によると、列車同士が接近した場合に自動的に停止させる装置や運転士の信号見落としを警告する装置が、まだ整備途上だった。

コロマンデル急行(赤)が待避線に誤進入し、貨物列車(緑)と衝突、脱線。通過中のベンガルール-ハウラーSF急行(青)にも衝突した。

## インド政府の対応
ナレンドラ・モディ首相は「責任者は厳正に処罰する」と述べた。
バイシュナブ鉄道相は補償として、死者には100万ルピー、重傷者には20万ルピーを支払うとTwitterで表明した。

## 外国の反応
- イギリス 自らもインド系であるリシ・スナク首相は6月3日、Twitterで犠牲者とその遺族・知人に「深い哀悼の意」を表明し、「私の思いと祈りはモディ首相と事故の影響を受けた全ての人々と共にある」と投稿した[7]。
- 日本 岸田文雄内閣総理大臣は6月3日、「大変心を痛めている。日本国政府及び日本国民を代表し、犠牲になられた方々及びそのご遺族に対し、心からの哀悼の意を表するとともに、負傷された方々の一日も早いご快復をお祈りいたします」とモディ首相宛てのメッセージを寄せた[8]。